# Менует

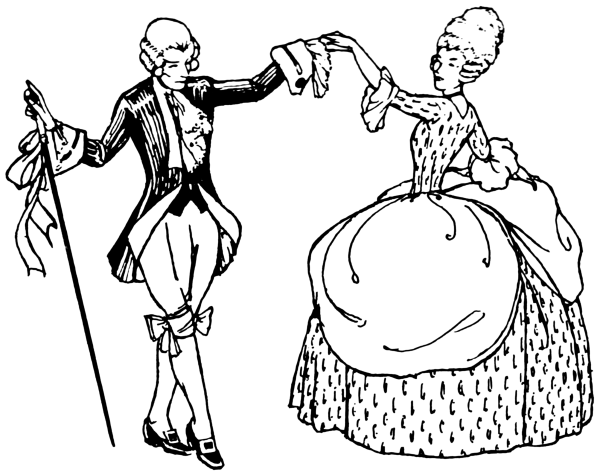
Менует в класичний період

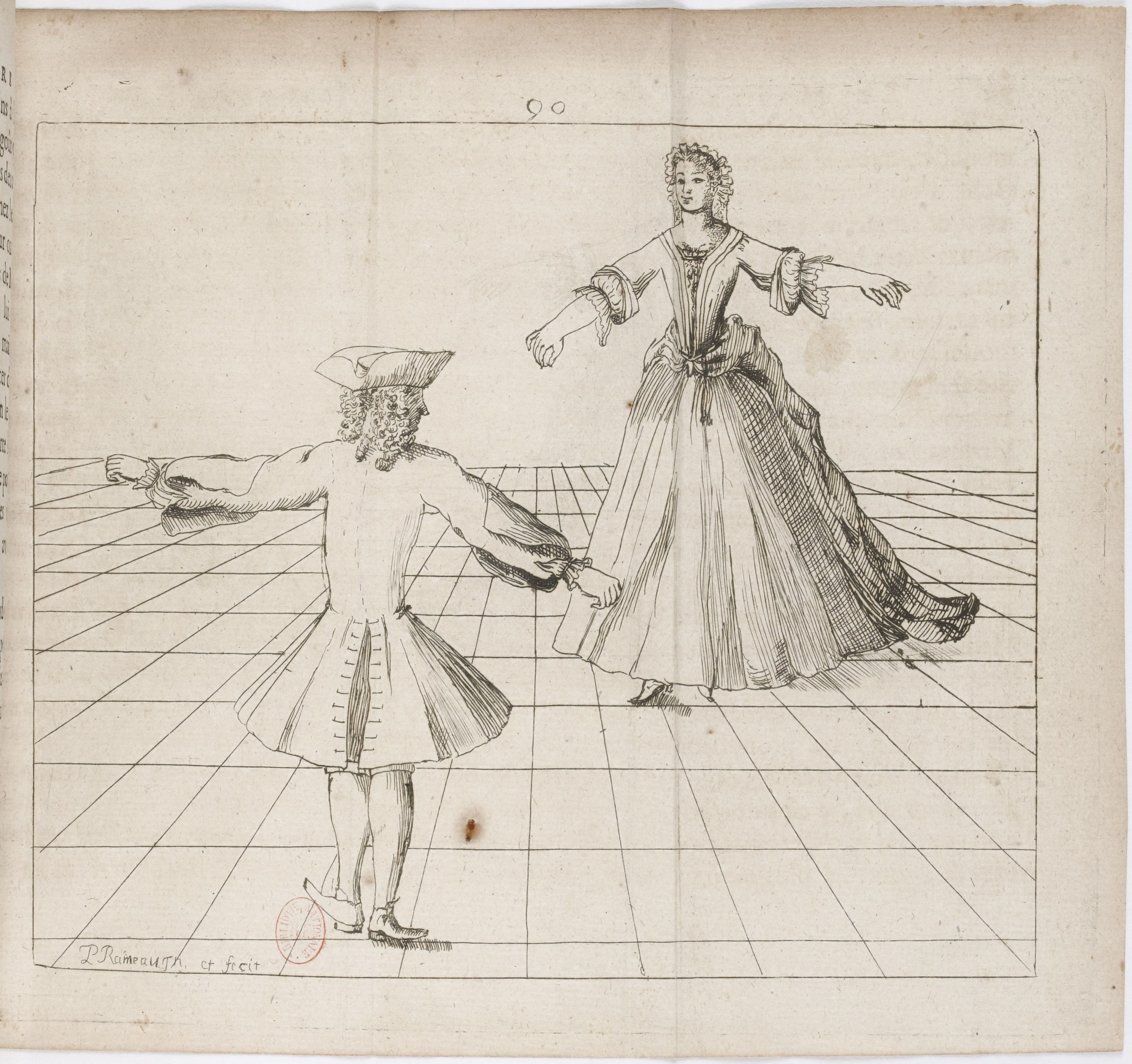
П'єр Рамо, Le Maître à danser, Париж, 1725.

Менует (фр. menuet — маленький крок, італ. minuetto, menuetto) — старовинний французький народний танець. Походить від повільного народного хороводного танцю провінції Пуату. За часів короля Людовика XIV став придворним танцем.

## Характеристики

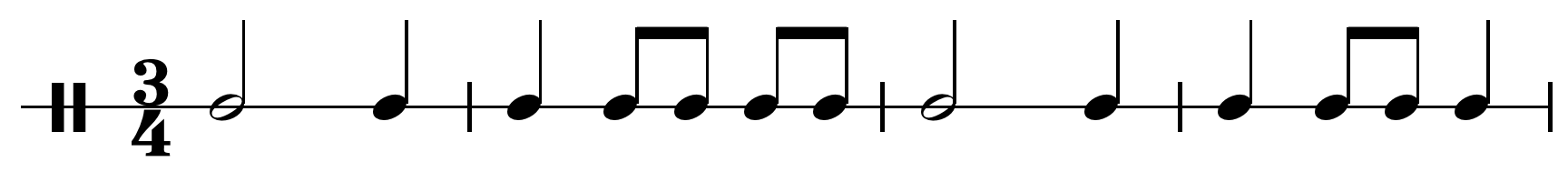
Ритм менуету.

Музичний розмір 3/4. Характерними ознаками танцю є багато реверансів, легке «ковзання» кроків по підлозі, паркету. Менует танцювали строго за ранжиром, за ієрархією. В першій парі — король і королева. Довгий час він виконувався однією парою, а потім число пар збільшувалося. На сцені, в оперно-балетних виставах Рамо, менует розвинувся до віртуозної форми, набув жанрової характерності, сюжетної конкретності і навіть з'явилося декілька його різновидів.
У старовинних менуетах перший менует писався двухголосно, а другий — триголосного. За другим менуетом йшло повторення першого. Нерідко в кінці менуету робилася невелика кода. Хоча танцюючі виконують менует плавно і досить повільно, музика менуету повинна виконуватися помірно швидко. Музика перших «композиторських» менуетів належить Жану Батисту Люллі.
З Франції разом з модою на все французьке менует поступово перейшов до інших країн; в Російській імперії менует з'явився в царювання Петра І і виконувався на балах аж до 30-х років століття XIX.

## Менует як музичний жанр
В XVII та XVIII століттях жанр менуету був досить широко представлений у клавірній і камерній музиці (Франсуа Куперена, Жана-Філіпа Рамо, Андре Кампра та інших композиторів. Як «обов'язкова» частина менует входив в інструментальну сюїту (Й. С. Бах, Г. Ф. Гендель), іноді — навіть в оперну увертюру як завершальний розділ (у Генделя). У сюїті досить часто за першим менуетом слідував другий, в тій же тональності або в тональності субдомінанти. Якщо перший менует писався в мажорі, то другий нерідко писався в однойменному мінорі. Другий менует найчастіше називався тріо.
Надалі форма менуета була розвинена в операх і балетах К. В. Глюка. В класичну епоху менует почали використовувати як частину сонатно-симфонічного циклу, зазвичай поміщаючи його між повільною другою і фіналом. У ранніх симфоніях Й. Гайдна, менует набуває жвавого і бадьорого характеру, наближаючись за характером до селянського танцю. В. А. Моцарт вніс до менует ліричні, а іноді навіть мужні інтонації. У симфоніях Л. Бетховена менует поступово витісняється скерцо. Пізніше, в XIX столітті менуети писали П. І. Чайковський, К. Дебюссі, Саті, М. Лисенко та інші композитори.